# USS Ancon (AGC-4)
USS «Єнкон» (AGC-4) (англ. USS Ancon (AGC-4) — американський океанський лайнер, що за часів Другої світової війни був переданий до складу військово-морських сил США, де слугував в ролі допоміжного військового судна, корабля управління.
USS «Єнкон» (AGC-4) було спущене на воду 24 вересня 1938 на верфі Bethlehem Steel Company, Квінсі, штат Массачусетс і увійшло до складу кампанії Panama Canal Railway, яка замовляла будівництво корабля. З 22 червня 1939 судно займалося регулярними перевезеннями пасажирів та вантажів між Нью-Йорком та містом Крістобаль (Зона Панамського каналу).
До складу військово-морських сил США увійшло 12 серпня 1942.